# غيلكريست (كولورادو)
غيلكريست (بالإنجليزية: Gilcrest, Colorado)‏ هي بلدة تقع في مقاطعة ويلد، كولورادو بولاية كولورادو في الولايات المتحدة. تبلغ مساحتها 1.9 (كم²)، وترتفع عن سطح البحر 1449 م، بلغ عدد سكانها 1162 نسمة في عام 2000 حسب إحصاء مكتب تعداد الولايات المتحدة وتصل الكثافة السكانية فيها 611.6 نسمة/كم2.

## وصلات خارجية
- The US50 - Cities and Towns in Colorado State
- Colorado Cities and Towns, Facts, Map, Flag, Colleges, Government, and More